# Inana i Szukalletuda
Inana i Szukalletuda – jeden z mitów sumeryjskich, zawierający opowieść o uwiedzeniu Inany przez ogrodnika Szukalletudę. Prawdopodobnie mit jest echem klęski żywiołowej, jaka dotknęła Sumer. Mit nie zachował się w całości, brakuje w nim zakończenia. Opowieść jest poświęcona zemście, jaką próbuje wymierzyć Inana ogrodnikowi Szukalletudzie za jej uwiedzenie podczas snu. Nie potrafiąc odnaleźć sprawcy swojej hańby, bogini zsyła na kraj trzy plagi.

## Treść
Ogród pracowitego ogrodnika Szukalletudy niszczał mimo wysiłków, jakie wkładał w jego nawadnianie. W kraju szalały burze piaskowe, na skutek których drzewa nie rosły, a ogrodnik cierpiał z tego powodu. Spojrzał na gwiazdy i z ich układu odczytał wyrocznię boską, według której powinien zasadzić w niedostępnych miejscach ogrodu drzewa sarbatu. W ten sposób powstała osłona dla jego roślin przed burzami piaskowymi a ogród rozkwitnął.
Przez krainę, gdzie Szukalletuda uprawiał swój sad, wędrowała Inana. Znużona długą podróżą położyła się pod drzewami, aby odpocząć. Szukalletuda zobaczył ją i uwiódł, po czym odszedł. Po przebudzeniu bogini za zniewagę postanowiła zemścić się na ludziach. Przemieniła wodę w studniach i rzekach w krew, susza spowodowała więdnięcie roślin, ludzie umierali z pragnienia. Bogini chciała odnaleźć i ukarać ogrodnika, lecz ten uciekł do domu swego ojca, któremu opowiedział o zajściu. Ten poradził mu ukryć się w kraju Czarnogłowych, gdzie mściwa bogini go nie odnajdzie.
Inana, nie odnalazłszy Szukalletudy, zesłała na Sumer kolejne plagi. Pierwszą były niszczycielskie burze, drugiej nie da się określić, gdyż fragment przekazu został zniszczony. Ponieważ nadal nie odnalazła i nie ukarała ogrodnika, udała się do Enki w Eridu, aby prosić o radę… (dalszy tekst jest nieczytelny).

## Interpretacja
Mit Inana i Szukalletuda to opowieść o wydarzeniach, jakie prawdopodobnie miały miejsce w Sumerze. Przypuszczalnie odzwierciedla klęski żywiołowe. Kapłani próbowali wyjaśnić ich pochodzenie karą za bluźnierstwo, którego dopuścił się jeden z Sumerów. Autor mitu w sposób niespotykany w mitologii sumeryjskiej przedstawił czyn świętokradczy. Poeta zdaje się przyjmować w konflikcie między bogiem a człowiekiem stronę człowieka. Jego sympatia jest po stronie ogrodnika, zaś zemsta, którą wymierza Inana, budzi odrazę.
Szukalletuda został przedstawiony jako prekursor nowej metody rolniczej. Innowacja polegała na zasadzeniu ochronnego pasu leśnego poza obrębem ogrodu drzew, aby uchronić kultywowane rośliny przed niszczącymi je wiatrami i burzami piaskowymi. Nie ustalono, jakie drzewo zasadził, ponieważ nadal pozostaje nieznane znaczenie sumeryjskiego wyrazu sarbatu. 
Poeta nazwał Inanę hierodulą – prostytutką sakralną, którym według wierzeń sumeryjskich patronowała. Mit ukazuje również inne oblicze bogini – mściwe i okrutne, co czyni ją negatywną postacią w tej opowieści. Nieznane jest zakończenie mitu. Być może Enki uznał słuszność jej gniewu i Inana ostatecznie zemściła się na Szukalletudzie. W tym przypadku zachowana zostałaby panująca w mitologii sumeryjskiej konwencja ukazania przewagi bóstwa nad człowiekiem. Niemniej takie zakończenie nie stanowiłoby równowagi dla początku mitu.
Motyw plagi przemiany wody w krew występuje – oprócz mitu Inana i Szukalletuda –  także w biblijnej Księdze Wyjścia. Nieznany jest żaden inny mit starożytny, gdzie pojawia się podobny motyw.